# بتول كيزلوك باولي
بتول كيزلوك باولي (بالتركية: Betül Kızılok Bavli)‏ (11ولدت في أبريل عام 1969 في مدينة نازلى ) ممثلة مسرحية وسينمائية و ممثلة مسلسلات. و في عام 1993 تخرجت بتول كيزلوك باولي من قسم المسرح بكلية الفنون الجميلة في جامعة 9 سبتمبر , وفي عام 1995 بدأت بتول كيزلوك مسيرتها الفنية المهنية في مسرح المدينة بإسطنبول. وعملت بتول كيزلوك مختلف الأعمال سوياً مع بيكلان ألجان و أيلا ألجان وذبك في مختبر الأبحاث المسرحية " بمسرح المدينة حتى عام 1999. و قد قامت بتول باولي بالتدريس في المؤسسة نفسها. ولم تقتصر على المسرح فقط بل قامت بتول باولي بالتمثيل في مختلف الأدوار في الأفلام السينمائية والمسلسلات التلفزيونية.

## جوائزها
- جائزة بديا موفاهيت لعام 2001 عن عملها " ظل حتى لصباح تقريباً "

بعض المسرحيات التي مثلتها
•	مسرحية للملك
•	قصة حصان ما
•	السلام
•	نار التنوير
•	روميو وجولييت
•	أولياء شلبي
•	أتاتورك والطفل
•	لقد أوشك الصباح
•	التفاف عام 1914
•	الحياة الفاخرة
•	وجوه من بلدتي
•	بدء سيرك الأحلام
•	حياء الترحيب

## فيلموغرافيا

### مسيرتهاالفنية
•	الصف الخلفي - عام 2007
•	عين القلب – عام 2004
•	الجانب الأوروبي – عام 2004
•	دبلوم الاختلال – عام 1998
•	العنكبوت – عام 1998
•	منزل الأب – عام 1997
•	إسطنبول تحت أجنحتي – 1996
•	حتى إذا افترق القدر – عام 1998

## وصلات خارجية
- بتول كيزلوك باولي في السينما التركية [التركية]